# Heusonde
Eine Heusonde ist ein Thermometer für die Messung innerhalb von losen Haufen von Heu, Stroh oder Getreide. Sie besteht aus einer Lanze mit einem oder mehreren Wärmefühlern und einem Anzeigegerät.

## Verwendung
Mit der Lanze lassen sich alle Orte des undurchsichtigen Haufens auf Wärmeansammlungen und Brände untersuchen. Sie wird von der Feuerwehr und in der Landwirtschaft eingesetzt. Gerade einige Wochen nach der Ernte kann es durch Gärung zu hohen Temperaturen und Heuselbstentzündung innerhalb des Heustocks kommen. Die Hauptgefahrenzeiten liegen etwa zwischen dem 4. und 120. Tag nach dem Einlagern. Es ist eine ständige Kontrolle des Heulagers erforderlich, damit Anzeichen von gefährlicher Selbsterhitzung erkannt werden.
Wird bei diesen Messungen eine Lagertemperatur von mehr als 30 °C festgestellt, so sind weitere Kontrollmessungen in Abständen von höchstens fünf Stunden durchzuführen. Bei einem Temperaturanstieg auf mehr als 70 °C besteht akute Brandgefahr. Der Verantwortliche hat sofort Gegenmaßnahmen in Anwesenheit der löschbereiten Feuerwehr einzuleiten.

## Geschichte
Der Schweizer Gotthold Laupper (1873–1944) war der Erfinder der «Laupper-Sonde» die erfolgreich gegen die berüchtigten Heuselbstentzündung eingesetzt wurde.